# 카를 마이 (저술가)

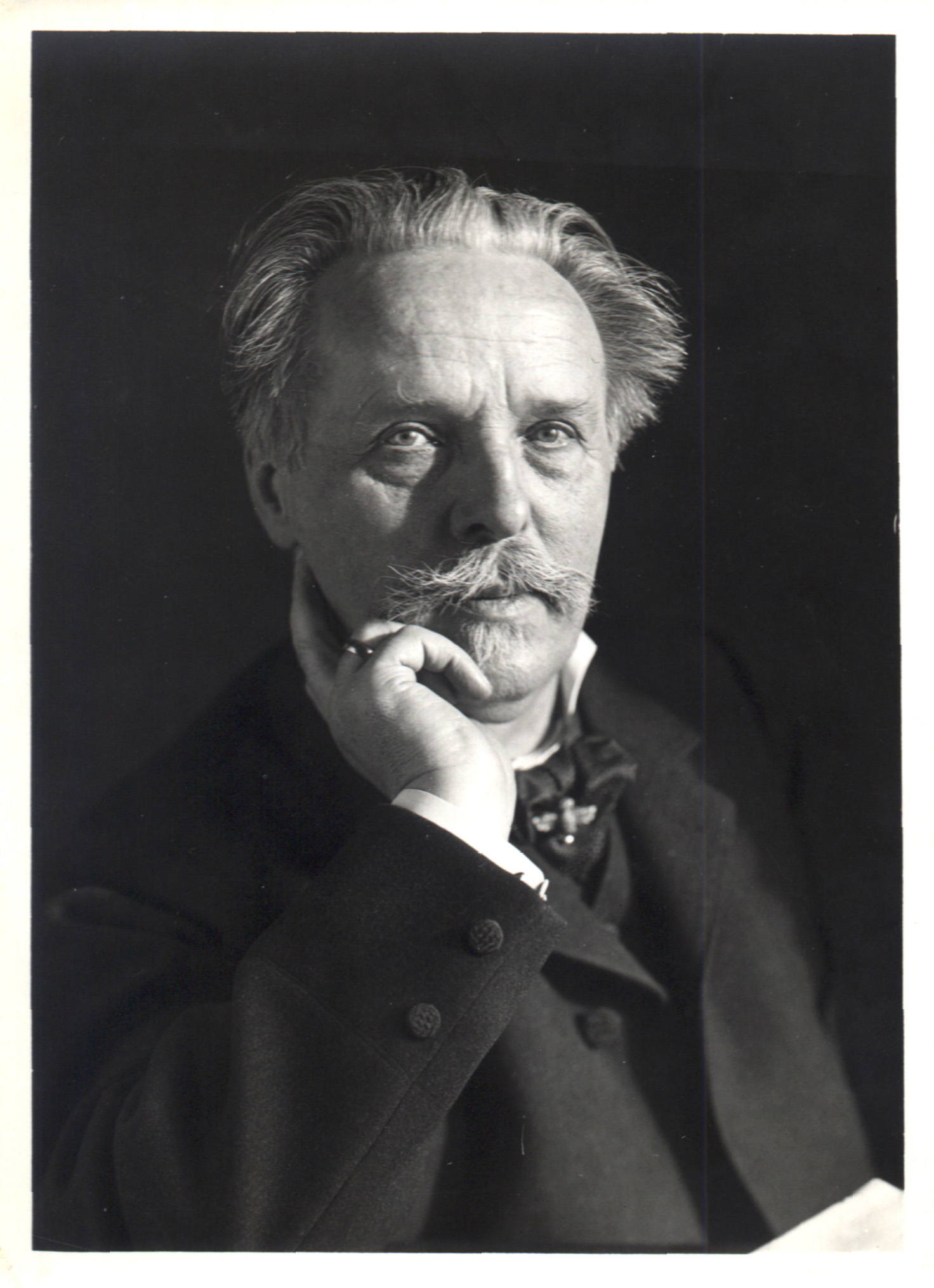

카를 마이(Karl May, 본명: 카를 프리드리히 마이, Karl Friedrich May, /maə/ MY, 독일어: [kaʁl ˈmaə], 1842년 2월 25일 – 1912년 3월 30일)는 독일 작가였다. 그는 위네투(Winnetou)와 올드 섀터핸드(Old Shatterhand)를 주요 주인공으로 하는 미국 서부를 배경으로 하고 가상 인물 카라 벤 넴시(Kara Ben Nemsi)와 하드시 할레프 오마르(Hadschi Halef Omar)가 등장하는 동양과 중동을 배경으로 한 가상의 여행과 모험을 다룬 19세기 소설로 가장 잘 알려져 있다.
또한 라틴 아메리카, 중국, 독일을 배경으로 한 소설, 시, 희곡, 작곡한 음악도 썼다. 그는 여러 악기를 능숙하게 다루는 연주자였다. 그의 작품 중 다수는 영화, 연극, 오디오 드라마, 만화로 각색되었다. 그의 경력 후반에 마이는 철학적이고 영적인 장르로 전환했다. 그는 전 세계적으로 약 2억 권이 팔린 역대 베스트셀러 독일 작가 중 한 명이다.